# Teshima
Teshima (豊島?) es una pequeña isla de Japón localizada en aguas del mar interior de Seto, localizada entre las islas de Naoshima y Shōdoshima. Es parte de la prefectura de Kagawa. Tiene un área de 14,5 kilómetros cuadrados y cuenta con una población de unas 1000 personas.

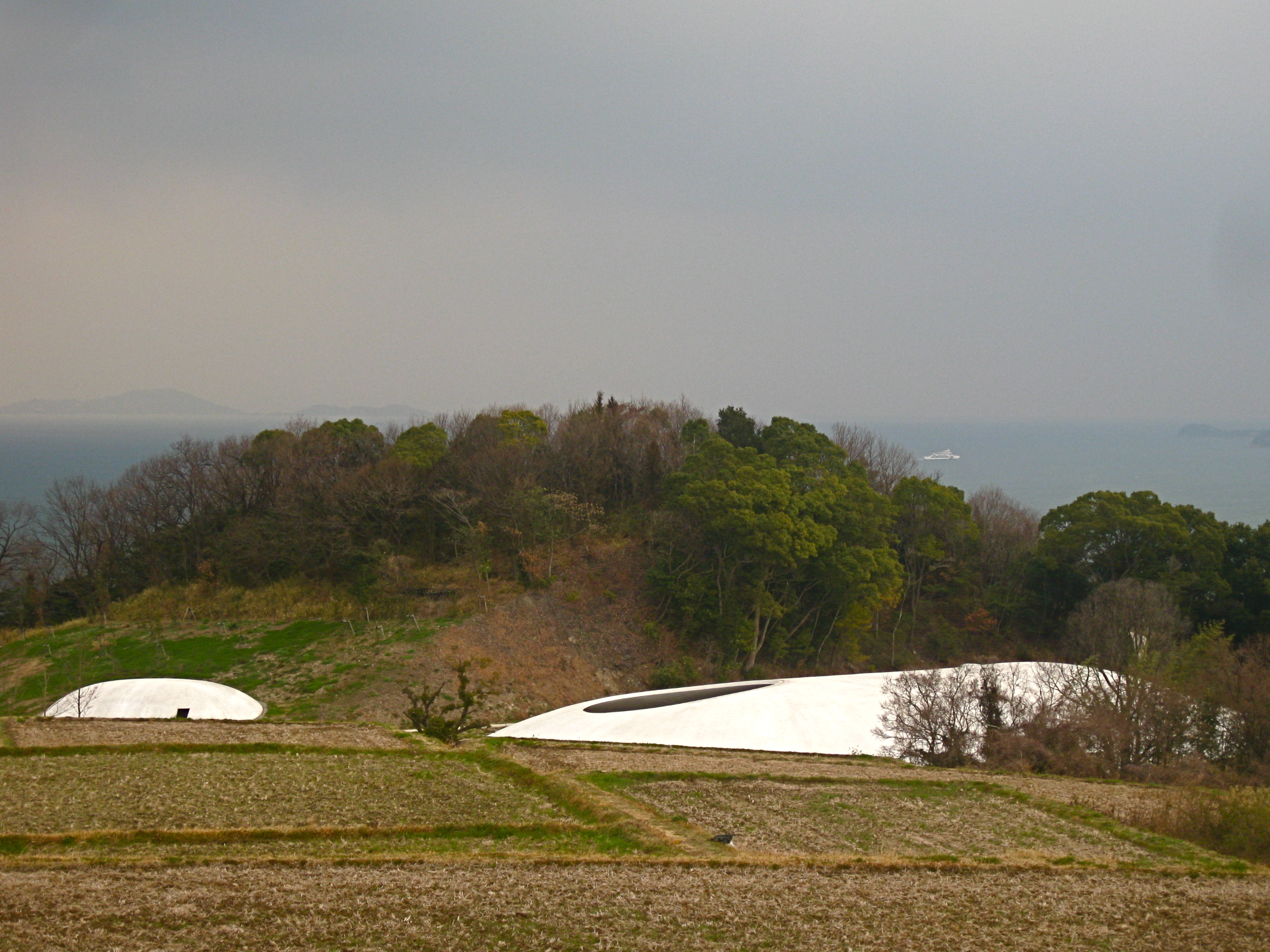
Museo de Arte de Teshima

Teshima es una de las ubicaciones del festival de arte contemporáneo Trienal de Setouchi.

## Historia
Teshima ha estado habitada durante 14.000 años.
La isla fue objeto de un escándalo en el que 600.000 toneladas de desechos tóxicos fueron vertidos ilegalmente en ella. En el año 2000, después de una batalla legal de 25 años, los desechos fueron transportados a Naoshima para su procesamiento.
El Museo de Arte de Teshima abrió en la isla en el año 2010. 